# Biomphalaria helophila
Biomphalaria helophila е вид коремоного от семейство Planorbidae. Видът не е застрашен от изчезване.

## Разпространение
Разпространен е в Барбадос, Белиз, Гватемала, Доминиканска република, Коста Рика, Куба, Никарагуа, Перу, Пуерто Рико, Салвадор, Хаити и Ямайка.